# بانتوبرازول
بانتوبرازول (بالإنجليزية: Pantoprazole)‏ دواء يقوم بتثبيط مضخة البروتون ويمنع إفراز أحماض المعدة. تم تسويقه لأول مرة تحت الاسم التجاري برتونكس (protonix)
يستخدم بانتوبرازول كعلاج لفترة محدودة في التهاب المريء، والتي تحدث نتيجة الجريان الرجوعي (Reflux) لأحماض وعصارة المعدة، والتي تتضمن أعراض مثل الحرقة وفرط الحموضة وآلام عند البلع. كما يتم استعمال هذا الدواء كعلاج طويل المدى، لمنع تكرر حدوث التهاب المريء وقرحة المعدة والاثني عشري من جديد، الناتج عن استخدام الأدوية المضادة للالتهاب غير الاستيروئيدي
ان من الاستخدامات الإضافية للبانتوبرازول ايضًا، القضاء على بكتيريا الملوية البوابية (التي قد تتواجد في الجهاز الهضمي) كعلاج مكمل للمضادات الحيوية، كما يتم استعمالها مع هذا الدواء لعلاج متلازمة زولينجر إيليسون.
يعمل هذا الدواء عن طريق تثبيط مضخات البروتين في المعدة، ونتيجة لذلك يتم تقليل إنتاج أحماض المعدة.
قد يسبب البانتوبرازول في الحالات النادرة، فرط السكر في الدم، كما تم إثبات ان الاستهلاك المتواصل للدواء لمدة تزيد على 3 سنوات، من شأنه أن يحد من قدرة الجسم على امتصاص فيتامين B12.

## الاستخدامات الطبية
يستخدم بانتوبرازول كعلاج قصير المدى لحالات تآكل وتقرح المريء التي سببها مرض الجرز المعدي المرئي، يكون العلاج الأولي عادة لمدة ثمانية أسابيع، بعد ذلك يمكن إعادة النظر في مدة علاج لثمانية أسابيع أخرى إذا لزم الأمر ، يمكن استخدامه كعلاج طويل المدى في حال حصول استجابة أولية. يمكن استخدام بانتوبرازل في تركيبات مع المضادات الحيوية لعلاج القرحة التي تسببها جرثومة الملوية البوابية  المعروفة بـ (helicobacter pylori) أو (H. pylori)، عند معالجة هذه القرحة نعطي بانتوبرازول مرتين يوميًا ، على النقيض في حالة علاج مرض الجُرَز المعدي المريئي فإنه يعطى مرة واحدة يوميًا، العلاج النموذجي لجرثومة الملوية البوابية يتراوح بين 10 إلى 14 يوم.

## الشكل الصيدلاني
أقراص ومسحوق يتم تحضيره كمحلول للحقن الوريدي.

## الجرعة
- مرة في اليوم، بحيث من المفضل تناول الدواء في الصباح قبل 30 دقيقة من وجبة الإفطار، ما عدا في حال كان هدف العلاج هو تثبيط بكتيريا الملوية البوابية، حينها يجب تناول الدواء قبل وجبة العشاء. لعلاج متلازمة زولينجر اليسون يجب تناول الدواء مرتين في اليوم.
- لعلاج قصير المدى المعد لعلاج التهاب المريء: 40 ملغراما مرة في اليوم، لمدة 8 اسابيع، مع امكانية تمديد فترة العلاج لمدة 8 اسابيع اضافية.
- للعلاج طويل الامد المعد للحد من تكرر التهاب المريء: 40 ملغراما مرة في اليوم لفترة عدة أشهر أو سنة.
- لعلاج متلازمة زولينجر اليسون: 40 ملغراما مرتين في اليوم (من الممكن زيادة مقدار الجرعة حتى 240 ملغراما في اليوم)، مدة العلاج تمدد على عدة سنوات.

## الآثار الضارة
العدوى: حمض المعدة يلعب دورا في قتل البكتيريا الداخلة إلى المعدة عن طريق الطعام، استخدام بانتوبرازول قد يزيد من فرصة الإصابة الالتهابات مثل الالتهاب الرئوي، وبخاصة في مرضى المستشفيات.

## الآثار الشائعة
آثار في الجهاز الهضمي: ألم في البطن (3٪) الإسهال (4٪)، انتفاخ البطن (4٪)
آثار عصبية: صداع (5٪)

## الآثار الخطيرة
- الجهاز الهضمي: التهاب المعدة الضموري المعروف بـ (atrophic gastritis)، إسهال تسببه عدوى المطثية العسيرة المعروفة بـ (Clostridium difficile).

- الدورة الدموية: نقص الصفيحات (أقل من 1٪).

- الجهاز المناعي: متلازمة ستيفن جونسون (شكل شديد من الحمى متعددة الأشكال)، انحلال البشرة السمي (تقشر الأنسجة المتموتة البشروي التسممي).

- الجهاز العضلي الهيكلي: اضطرابات العضلات، كسور العظام والعدوى، عدوى المثطية العسيرية (Clostridium difficile) كسر الورك الناتج عن هشاشة العظام، انحلال الربيدات المعروف بـ (rhabdomyolysis).

- الجهاز الكلوي: التهاب الكلية الخلالي (نادر).

- التغذية: قد يقلل من امتصاص العناصر الغذائية الهامة والفيتامينات والمعادن، وكذلك الأدوية، وترك المستخدمين في خطر متزايد للإصابة بالالتهاب الرئوي[5]

- القلب والأوعية الدموية: زيادة في مادة كيميائية تعمل على منع إنتاج أكسيد النيتريك بنسبة 25٪ في البشر، الذي أثبت استخدامه لاسترخاء وحماية الشرايين والأوردة، مما يسبب انقباض الأوعية الدموية، وهو تطور يمكن أن يؤدي إلى عدد من المشاكل القلبية الوعائية إذا ما استمرت لفترة طويلة من الوقت.

## بداية الفعالية
عدة ساعات.

## مدة الفعالية
24 ساعة.

## تغذية
يجب تناول الدواء قبل 30 دقيقة من وجبة العشاء.

## نسيان الجرعة
إذا تم نسيان تناول جرعة الدواء يجب تناوله فورًا عند التذكر، إلا إذا اقترب موعد الجرعة التالية، حينها يجب عدم تناول الجرعة المنسية واستئناف العلاج كالمعتاد.

## وقف الدواء
لا يجوز التوقف عن تناول الدواء دون مراجعة الطبيب.

## العلم الدوائي
يتم أيض بانتوبرازول في الكبد بواسطة نظام 
يتكون الأيض بشكل رئيسي من إزالة مجموعة الميثيل بواسطة CYP2C19 تليها عملية الكبرتة (إضافة عنصر الكبريت). هناك مسار آخر للأيض وهو الأكسدة بواسطة CYP3A4، لا يعتقد بأن لإيض البانتوبرزول أي أهمية دوائية. فهو خالٍ نسبياُ من أية تفاعلات دوائية ، بالرغم من ذلك يمكن للبانتوبرازول أن يؤثر على امتصاص الأدوية الأخرى التي تعتمد على كمية الحمض في المعدة مثل الكيتوكونازول أو الديجوكسين. بانتوبرازول في العادة غير فعال في درجة حموضة المعدة، لذلك فهو بالعادة يعطى مع prokinetic (مادة مساعدة على التحلل والامتصاص للدواء). بانتوبرازول يرتبط بشكل لا رجعة فيه مع مضخة صوديوم بوتاسيوم (proton pumps) ويقلل إفراز الحمض في المعدة، بينما يرتبط بشكل لا رجعة فيه مع هذه المضخات، يجب تصنيع مضخات جديدة قبل أن يتم استئناف إفراز الحمض في المعدة. نصف عمر البانتوبرازول في بلازما الدم حوالي ساعتين.

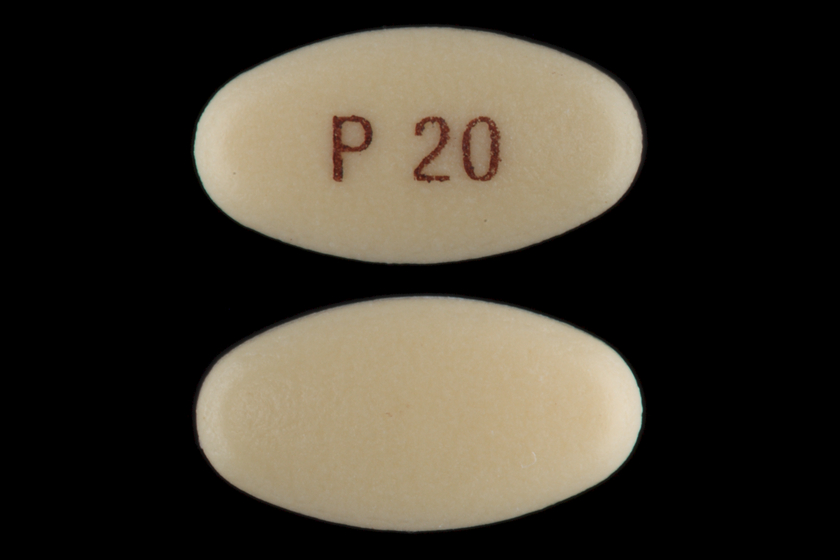
بانتوبرازول المصنع من قبل شركة Wyeth – 20مغ

## توافره
تم تطوير بانتوبرازول من قبل Altana (المملوكة لشركة Nycomed)، وتم ترخيصها في الولايات المتحدة الأمريكية لصالح Wyeth) التي حصلت عليها شركة Pfizer)، تم تسويقها لأول مرة تحت الاسم التجاري بروتونكس Protonix من قبل مختبرات Wyeth-Ayerst وهو الآن متوفر كدواء جنيس، وهي متوفرة من خلال وصفات طبية كأقراص متأخرة (آجلة) الإطلاق، ومتوافرة كحقن في الوريد أيضًا.
اعتبارا من مارس 2015 كان بانتوبرازول متاح للتصنيع من مجموعة من الموردين الدوليين تحت العديد من الأسماء التجارية.

## جرعة زائدة
من المرجح ألا تؤدي الجرعة الزائدة العرضية لأي مشاكل. لكن في حال تناول جرعة كبيرة أو ظهور أي أعراض خاصة، يجب استشارة الطبيب.

## تحذيرات

### اثناء الحمل
لم تبين التجارب التي أجريت على الحيوانات وقوع أضرار لأجنتها. إلا أنه لا تتوفر معلومات كافية بشان استخدام هذا الدواء لدى الإنسان. يستخدم هذا الدواء أثناء الحمل فقط عند الضرورة. (B).

### الرضاعة
لا يعطى. الدواء ينتقل إلى حليب الام ومن المحتمل أن يؤثر على الطفل. من المفضل عدم تناول الدواء أو عدم الإرضاع.

### الأطفال والرضع
لم يحدد مدى سلامة الاستعمال لدى الاولاد تحت جيل 18 سنة، يجب مراجعة الطبيب.

### كبار السن
لا توجد مشاكل خاصة.

### السياقة
يجب الامتناع عن السياقة حتى تتضح ماهية تأثير الدواء، حيث من الممكن أن يسبب ضبابية (طمس).

### العملية الجراحية والتخدير
يجب إبلاغ الطبيب الجراح أو الطبيب المخدر عن استعمال هذا الدواء.

## الآثار الجانبية
- صداع.
- إسهال.
- تهيج جلد.
- دوخة.
- ألم في البطن وغازات.
- غثيان.
- إمساك.
- آثار جانبية نادرة: حرارة، وذمة، عدم وضوح الرؤية، ألم في العضلات، ارتفاع مستوى السكر في الدم.

## المصدر
- موسوعة العلوم العربية
- موقع ويب طب